# Parodiefilm
Een parodiefilm is een film waarin andere films worden geparodieerd.

## Voorbeelden
Bekende parodiefilms zijn: 
- Johnny English en Johnny English Reborn (parodie op James Bond)
- Scary Movie, Scary Movie 2, Scary Movie 3, Scary Movie 4 en Scary Movie 5 (parodie op verschillende horrorfilms)
- Disaster Movie (parodie op enkele rampenfilms)
- Epic Movie (parodie op onder andere Narnia, Harry Potter en Pirates of the Caribbean)
- Not Another Teen Movie (parodie op verschillende tienerfilms)
- Superhero Movie (parodie op verschillende superheldenfilms)

- Casino Royale (parodie op de James Bond-film Casino Royale)
- George of the Jungle (parodie op Tarzan)
- Robin Hood: Men in Tights (parodie op de films van Robin Hood)
- Star Wreck (parodie op Star Trek en Babylon 5)
- Galaxy Quest (parodie op Star Trek)
- Hot Shots! (parodie op Top Gun)
- Meet the Spartans (parodie op 300)
- Spaceballs (parodie op Star Wars)